# Notasterias bongraini
Notasterias bongraini is een zeester uit de familie Asteriidae.
De wetenschappelijke naam van de soort werd in 1912 gepubliceerd door René Koehler.